# Hwang Jong-soo
Hwang Jong-soo (kor. 황종수; * 31. März 1988) ist ein südkoreanischer Badmintonspieler.

## Karriere
Hwang Jong-soo belegte bei den Korea International 2009 Rang zwei im Herreneinzel. Ein Jahr später gewann er Bronze bei den Welthochschulmeisterschaften. Dritter wurde er ebenfalls bei der Badminton-Asienmeisterschaft 2014. Im gleichen Jahr war er auch im Thomas Cup 2014 am Start.